# Fran Walsh
Frances Rosemary Walsh (Wellington, Nieuw-Zeeland, 10 januari 1959) is een Nieuw-Zeelandse scenarioschrijver en filmproducent. Walsh is getrouwd met de Nieuw-Zeelandse filmregisseur Peter Jackson. Voor haar werk aan The Lord of the Rings won ze 3 Academy Awards.

## Biografie
Walsh studeerde in 1981 af aan de "Victoria University of Wellington" in de Engelse literatuur. Al snel ging ze aan de slag als scenarioschrijver voor de serie "Worzel Gummidge Down Under". Midden jaren 80 leerde Walsh Peter Jackson kennen, met wie ze later zou trouwen en twee kinderen zou krijgen. Fran Walsh werkte mee aan alle films van Peter Jackson, waaronder de Lord of the Rings-films, waarvoor ze drie Academy Awards won. 
In tegenstelling tot Peter Jackson, wenst Walsh in anonimiteit te leven. Om deze reden werkte ze niet mee aan de documentaires van de Lord of the Rings- en de The Hobbit-films.

## Filmografie
| Jaar | Productie                                         | Functie                                 | Opmerking |
| ---- | ------------------------------------------------- | --------------------------------------- | --------- |
| 1989 | Worzel Gummidge Down Under                        | Scenarist                               | Tv-serie  |
| 1989 | Meet the Feebles                                  | Scenarist                               |           |
| 1990 | Shark in the Park                                 | Scenarist aflevering "Whispering Grass" | Tv-serie  |
| 1992 | Braindead                                         | Scenarist                               |           |
| 1994 | Heavenly Creatures                                | Scenarist                               |           |
| 1996 | The Frighteners                                   | Scenarist en producent                  |           |
| 1996 | Jack Brown Genius                                 | Scenarist                               |           |
| 2001 | The Lord of the Rings: The Fellowship of the Ring | Scenarist, producent en songwriter      |           |
| 2002 | The Lord of the Rings: The Two Towers             | Scenarist, producent en songwriter      |           |
| 2003 | The Lord of the Rings: The Return of the King     | Scenarist, producent en songwriter      |           |
| 2005 | King Kong                                         | Scenarist en producent                  |           |
| 2009 | The Lovely Bones                                  | Scenarist en producent                  |           |
| 2012 | The Hobbit: An Unexpected Journey                 | Scenarist, producent en songwriter      |           |
| 2013 | The Hobbit: The Desolation of Smaug               | Scenarist en producent                  |           |
| 2014 | The Hobbit: The Battle of the Five Armies         | Scenarist, producent en songwriter      |           |